# Dol pri Stopercah
Dol pri Stopercah – wieś w Słowenii, w gminie Majšperk. W 2018 roku liczyła 33 mieszkańców.